# سليشتي
سليشتي (بالبلغارية: Селище)‏ قرية تقع إدارياً ضمن Sevlievo ‏ في بلغاريا. ويبلغ عدد سكانها 122 نسمة حسب تعداد 15 مارس 2015. تعتمد سليشتي للبريد على الرمز البريدي 5462 وللاتصالات على رمز الاتصال الهاتفي المحلي 067305.